# Arthur Wilken
Arthur Caesar Ernst Georg Wilken (* 11. November 1879 in Altenburg; † 24. Oktober 1918) war ein deutscher Maler und Radierer, der vor allem durch Kupferstiche und Radierungen mit ausdrucksstarken Personendarstellungen bekannt geworden ist. Nur wenige seiner Werke sind heute noch bekannt.

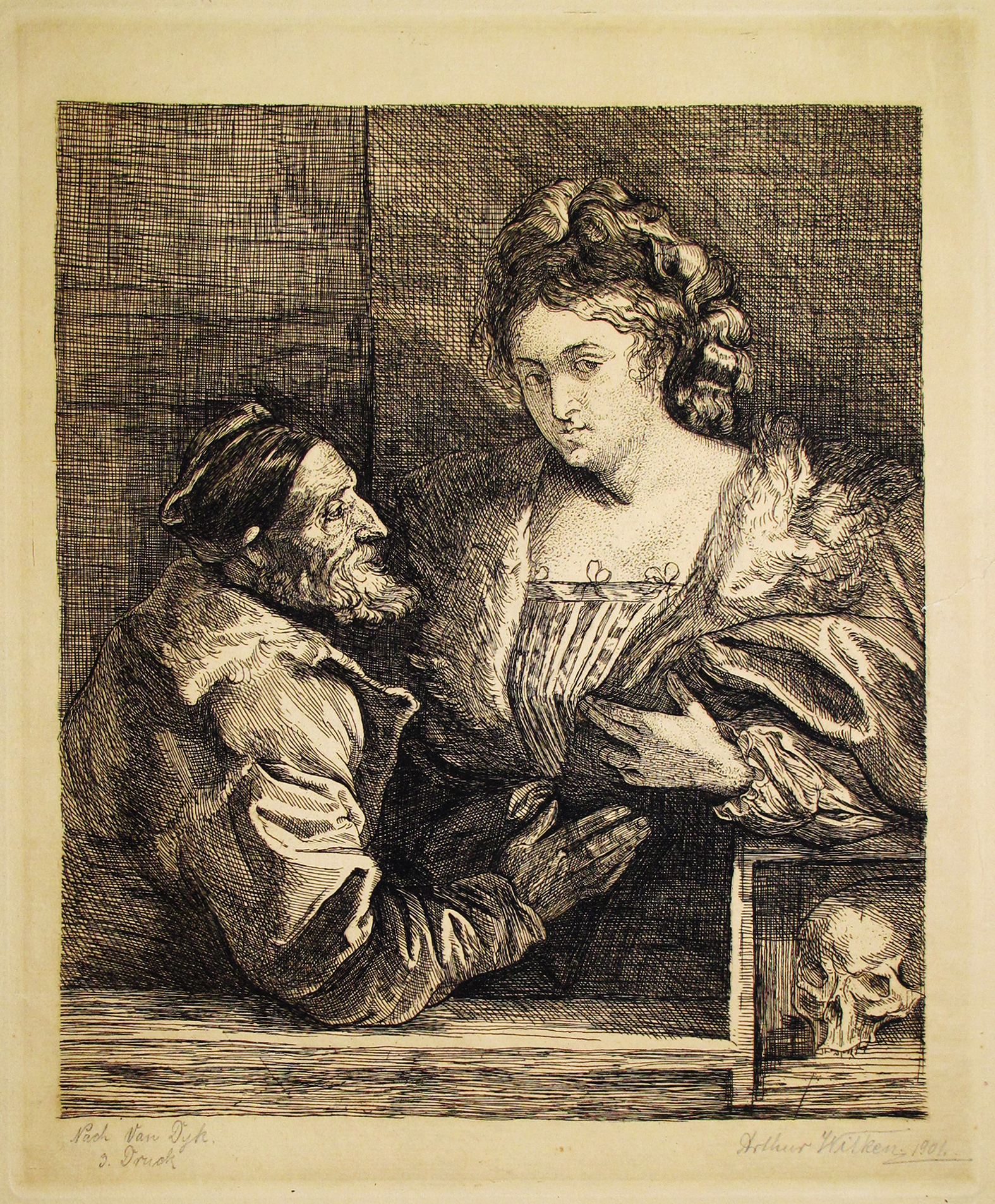
Reproduktion einer signierten und datierten Lithografie von Arthur Wilken aus dem Jahr 1901

## Leben
Der Name Arthur Wilkens tauchte erstmals in den Personalnachrichten diverser Kunstzeitschriften zu Beginn des 20. Jahrhunderts auf. 1908 wurde ihm zusammen mit dem Maler Ernst Toepfer aus Wiesbaden ein Stipendium aus der Hermann-Günther-Stiftung verliehen. Den 1910 ausgetragenen Wettbewerb um die an einen einjährigen Studienaufenthalt in Italien gekoppelten Stipendien der Michael Beerschen Stiftungen gewann er zusammen mit dem Maler Eugen Hersch (1887–1967) aus Charlottenburg. Im Jahr darauf verlieh ihm die Hermann-Günther-Stiftung in Berlin erneut ein Stipendium, diesmal zusammen mit dem Hamburger Maler Richard Fubry.
Arthur Wilken lebte zu dieser Zeit in Berlin, was auf ein Studium an der Königlichen Akademie der Künste hindeutet. Mit den Stipendien hielt sich Wilken 1911/1912 in der Villa Strohl-Fern in Rom auf.
Am 8. Dezember 1914 heiratete er die Witwe Elisabeth Margareta Ernst, geborene Kurschinski. Im Ersten Weltkrieg diente er als Unteroffizier in der 4. Kompanie des Garde-Landsturm-Bataillons Dennewitz und starb 1918 im Kriegslazarett Nr. 680 Station Schloß.

## Werke
Die von Arthur Wilken bekannten Werke sind zwischen 1900 und 1915 entstanden und meist nur den Ausstellungskatalogen der damaligen Zeit zu entnehmen. Von 1907 bis 1914 stellte Wilken seine Arbeiten regelmäßig auf der Großen Berliner Kunstausstellung aus, 1914 ebenfalls auf der Ersten Internationalen Graphischen Kunstausstellung in Leipzig. Seine Lithographien hingen hier neben solchen Berühmtheiten wie Max Klinger, Max Liebermann, Emil Orlik, Max Slevogt und Edvard Munch. Einige wenige Blätter gelangten in vergangener Zeit auf Auktionen zum Verkauf.

## Werke (Auswahl)
- Nach van Dyk, Lithographie, 1901
- Die merkwürdigen Erlebnisse des Dr. Tott, Radierung, 1907[7]
- Im Meer, Radierung, 1907[8]
- Maler K. St., Radierung, 1909[9]
- Maler W. M., Radierung, 1909[9]
- Herbst, Original-Radierung, 1909[10]
- Slawisches Mädchen, Kupferstich, 1911[11]
- Porträt eines bärtigen Mannes, Radierung, 1911[12]
- Männlicher Studienkopf, Original-Radierung, um 1913[13]
- Alte Frauen, Zeichnung, 1914[14]